# Tye
Tye – miasto w Stanach Zjednoczonych, w stanie Teksas, w hrabstwie Taylor.